# Перка
Перка је словенско женско име које је у Србији изведено од имена Петар, а у Хрватској од имена Петра. У овој другој земљи, у периоду од 1940. до осамдесетих година двадесетог века је било веома често и то највише међу житељима Загреба, Каптола и Пожеге, при чему много више међу Хрватима него Србима.